# Maurice FitzGerald (9. książę Leinster)
Maurice FitzGerald (ur. 7 kwietnia 1948), brytyjski arystokrata irlandzkiego pochodzenia, najstarszy syn Geralda FitzGeralda, 8. księcia Leinster i Anne Smith, córki podpułkownika Philipa Smitha.
Z wykształcenia jest inżynierem ogrodów. Tytuł książęcy odziedziczył po śmierci swojego ojca w 2004 r. Mieszka obecnie w swojej rezydencji w Abington w Oxfordshire.
W 1972 r. poślubił Fionę Hollick i ma z nią syna i dwie córki:
- Thomas FitzGerald (12 stycznia 1974 - 9 maja 1997), hrabia Offaly, zginął w wypadku samochodowym
- Francesca FitzGerald (ur. 1976), żona Stephena Thompstone'a
- Pollyanna FitzGerald (ur. 1982)

Kiedy Maurice przejmował tytuł książęcy w 2004 r. pretensje do parostwa wysunął amerykański architekt Paul FitzGerald, który podaje się za wnuka lorda Desmonda FitzGeralda, starszego brata 7. księcia Leinster, który był dziadkiem Maurice'a. Paul FitzGerald skierował swoje pretensje do Crown Office i deklaruje wolę przeprowadzenia badań genetycznych, które mogą potwierdzić jego pokrewieństwo z książętami Leinster.